# Marco Perilli
Marco Perilli (Trento, Italia, 1964) es un escritor, editor e intelectual ítalo-mexicano. En 2018 ganó el premio Amado Alonso por su obra Dante.

## Biografía
Marco Perilli nació en Trento (Italia) y reside en Ciudad de México desde 2003. Estudió Letras en la Universidad de Florencia. En 1998 fundó en Italia la editorial “Auieo” y en 2011, en México, fundó “Auieo Ediciones”, que dirigió hasta 2015. En 2016 inauguró la editorial “anDante”, sello dedicado a la literatura y al arte. Imparte cursos en la Fundación para las Letras Mexicanas.

## Obras
Ha publicado libros de narrativa y ensayo, entre los que destacan “El carrusel de los dioses niños” (2004), en colaboración con el pintor Roberto Rébora, “El artesano de la verdad” (2008), “Diario del mar” (2013), en colaboración con el fotógrafo Nicola Lorusso y "Vesuvio" (2021). Es miembro del Sistema Nacional de Creadores de Arte.

## Reconocimientos
En 2019 obtuvo el premio Internacional de Crítica Literaria Amado Alonso por su obra Dante, publicada por el sello de editorial Pre-Textos.